# Compsoplinthus
Compsoplinthus là một chi bọ cánh cứng trong họ 
Elateridae.
Chi này được miêu tả khoa học năm 1975 bởi Costa.

## Các loài
Chi này có các loài:
- Compsoplinthus ruber (Candèze, 1878)